# Андреевская волость (Свияжский уезд)
Андреевская волость — административная единица в составе Свияжского уезда Казанской губернии. Волость существовала до 1781 года. Упоминается так же и как Ондреевская волость.

## История
По сведениям 1638 года в волость входили селения Шихабылово, Исенево, Янсеитово, Янтиково, Янсубулово, Бишево, Инелево, Ондреево, Шибылгизово, Пинерево, Шутнеярово, Шималахово, Адаево, Кушилга, Алменево, Кудаи, Камыево Поле, Янашево .
По данным II ревизии 1747 г., в волости числились населённые пункты:
| Название                         | Совр. название                                             | Совр. расположение |
| -------------------------------- | ---------------------------------------------------------- | ------------------ |
| Исенева                          | Чувашское Исенево Олмалуй                                  | Козловский         |
| Ятикова                          | Янтиково                                                   | Козловский         |
| Шутнерево                        | Шутнерово                                                  | Козловский         |
| Янсубалова                       | Вознесенское                                               | Урмарский          |
| Янситова                         | Старое Янситово                                            | Урмарский          |
| Шихабылова                       | Шихабылово                                                 | Урмарский          |
| Шемалахова                       | Шималахово                                                 | Урмарский          |
| Пинеры                           | Ситмиши                                                    | Урмарский          |
| Бишева                           | Бишево                                                     | Урмарский          |
| Атаева                           | ныне не существует (в составе дд. Ичеснер-Атаево и Ойкасы) | Урмарский          |
| Андреева Кулькешева тож          | Кульгеши                                                   | Урмарский          |
| Шибильгизы (Андреева Шибильгизы) | Малая Андреевка                                            | Канашский          |
| Андреева что за Цивилем          | Шибылги                                                    | Канашский          |
| Андреева Камаева поля            | Андреевка                                                  | Ибресинский        |
| Кушелга Андреева тож             | Кушелга                                                    | Яльчикский         |
| Полевые Пинеры                   | Полевые Пинеры                                             | Яльчикский         |
| Полевые Буртасы                  | Полевые Буртасы                                            | Яльчикский         |
| Старая Янашева                   | Старое Янашево                                             | Яльчикский         |
| Новая Янашева                    | Новое Янашево                                              | Яльчикский         |
| Новая Исенбаева                  | Новое Изамбаево                                            | Яльчикский         |
| Новая Исенбаева                  | Новое Изамбаево                                            | Комсомольский      |
| Инелев что на Ерыкле             | Полевые Инели                                              | Комсомольский      |
| Яникова                          | Большое Яниково                                            | Урмарский          |
| Яникова что на Белом озере       | Белое Озеро                                                | Яльчикский         |
| Шептахова                        | Старое Шептахово                                           | Урмарский          |
| Полевая Шептахова                | Полевое Шептахово                                          | Комсомольский      |
| Новая Тимошкина                  | Старые Айбеси                                              | Алатырский         |
| Басубина                         |                                                            |                    |
| Степная Атнашева                 |                                                            |                    |
| Новая Амачкина                   |                                                            |                    |
| Янборисова                       |                                                            |                    |
| Янтуганова                       |                                                            |                    |

По данным III ревизии 1762 г., в волости числились населённые пункты:
| Название                         | Совр. название                                             | Совр. расположение |
| -------------------------------- | ---------------------------------------------------------- | ------------------ |
| Исенева                          | Чувашское Исенево Олмалуй                                  | Козловский         |
| Ятикова                          | Янтиково                                                   | Козловский         |
| с. Шутнерево Богородское         | Шутнерово                                                  | Козловский         |
| с. Янсыбулова Вознесенское       | Вознесенское                                               | Урмарский          |
| Янситова                         | Старое Янситово                                            | Урмарский          |
| Шихабылова                       | Шихабылово                                                 | Урмарский          |
| Шемалахова                       | Шималахово                                                 | Урмарский          |
| Пинеры                           | Ситмиши                                                    | Урмарский          |
| Бишева                           | Бишево                                                     | Урмарский          |
| Атаева                           | ныне не существует (в составе дд. Ичеснер-Атаево и Ойкасы) | Урмарский          |
| Степная Атаева                   |                                                            |                    |
| Андреева Кулькешева тож          | Кульгеши                                                   | Урмарский          |
| Шибильгизы (Андреева Шибильгизы) | Малая Андреевка                                            | Канашский          |
| Новые Пинеры из деревни Андреевы | Новые Пинеры                                               | Канашский          |
| Андреева что за Цивилем          | Шибылги                                                    | Канашский          |
| Андреева Камаева поля            | Андреевка                                                  | Ибресинский        |
| Кушелга Андреева тож             | Кушелга                                                    | Яльчикский         |
| Полевые Пинеры                   | Полевые Пинеры                                             | Яльчикский         |
| Старая Янашева                   | Старое Янашево                                             | Яльчикский         |
| Новая Янашева                    | Новое Янашево                                              | Яльчикский         |
| Новая Исенбаева                  | Новое Изамбаево                                            | Яльчикский         |
| Починок Инелев                   | Полевые Инели                                              | Комсомольский      |
| Сунары                           |                                                            |                    |